# Abelag Aviation
Abelag Aviation (mã IATA = W9, mã ICAO = AAB) là hãng hàng không của Bỉ, trụ sở ở Brussels. Hãng có các dịch vụ chở khách thuê bao, máy bay taxi, vận chuyển hàng hóa, máy bay cứu thương và chở các nhân vật quan trọng bằng trực thăng. Căn cứ chính của hãng ở Sân bay Brussels, và các căn cứ khác ở Sân bay quốc tế Antwerp, Sân bay quốc tế Kortrijk-Wevelgem, Sân bay quốc tế Ostend-Bruges và Sân bay quốc tế Lille Lesquin, (Pháp).

## Lịch sử
Hãng được thành lập năm1969 dưới tên "Sky Services nv". Năm 2005 hãng đổi tên thành Abelag Aviation và do Abelag Aviation Group sở hữu.

## Đội máy bay
(Tháng 3/2007):
- 1 Dassault Falcon 2000
- 1 Cessna 560 Citation Ultra
- 1 Bombardier Learjet 45
- 3 Raytheon Beech King Air B200
- 1 Raytheon Beech King Air 200

Các máy bay khác (tháng 10/2006): 
- 1 Cessna Citation II
- 1 Raytheon Beech King Air 90
- 1 Eurocopter AS365
- 1 Partenavia P68B Observer